# Langues zamucoanes
Les langues zamucoanes sont une petite famille de langues amérindiennes d'Amérique du Sud, parlée au Paraguay et en Bolivie.

## Classification
Les langues sont au nombre de deux :
- ayoreo ou zamuco
- chamacoco (en)